# Liebe ist ja nur ein Märchen
Liebe ist ja nur ein Märchen ist ein deutscher Musikfilm von Arthur Maria Rabenalt aus dem Jahr 1955.

## Handlung
Nach bestandener Pianistinnenausbildung fliegt die junge Helga Lindenberg nach Athen zu ihrem Freund Dr. Klaus Weinert, der hier mit ihrem Vater am Biologischen Institut forscht. Sie hat sich auf einige Tage mit Klaus gefreut und weiß nicht, dass beide Männer zusammen mit Dr. Lindenbergs Assistentin Angela Brinkmann eigentlich rund um die Uhr arbeiten müssen, um bestimmte Forschungen bis zum Beginn des Biologischen Kongresses in Rom in zehn Tagen abzuschließen. Klaus ist so in seine Arbeit vertieft, dass er nicht rechtzeitig am Flughafen erscheint, um Helga abzuholen. Es ist Sänger Mario, der ihr ein Taxi organisiert. Helgas Vater und Klaus versuchen, Helga zunächst den Aufenthalt perfekt zu gestalten. Sie gehen aus und essen in einer Bar, wo Mario als Sänger auftritt. Schon am nächsten Tag müssen alle jedoch arbeiten, und Helga geht zum St.-Georgs-Tag allein durch Athen. Zwar verspricht Klaus ihr, mit ihr durch Attika zu fahren, kann sein Versprechen jedoch nicht halten, als er ungeplant als Meerestaucher einspringen muss. Helga nutzt ihre Zeit, um Mario wiederzusehen. Als sie abends nach Hause kommt, verweigert sie Klaus jede Rechenschaft über ihr langes Fernbleiben.
Am nächsten Morgen versöhnen sich beide zunächst, nur um sich am Ende wieder zu zerstreiten. Grund ist unter anderem Helgas Eifersucht auf Angela, in der sie eine Verehrerin von Klaus vermutet. Klaus fährt allein aufs Meer hinaus, wo er weitere Forschungen vorhat, während Helga mit Mario nach Kap Sounion zum Poseidontempel reist, der ein Ort für Verliebte ist. Er singt für sie, und beide küssen sich schließlich. Da Mario gut singen kann, verspricht Helga ihm, seine Karriere zu unterstützen. Als sich der Schulfreund ihres Vaters, Musikmanager Beckers, in Athen ankündigt und bei Lindenbergs eine Abendveranstaltung organisiert, bringt Helga Mario als Sänger für den Abend ins Spiel. Sein Auftritt wird ein großer Erfolg, und Beckers will ihn unter Vertrag nehmen. Während der Veranstaltung erfährt Dr. Lindenberg, dass Angela allein aufs Meer gefahren ist, um bestimmte Brutbehälter aus dem Wasser zu holen. Klaus sieht nach ihr und rettet sie aus dem Wasser, da sie nach einem Bootsunfall fast ertrunken wäre. Dr. Lindenberg, der im Gegensatz zu Klaus in Angela verliebt ist, bittet sie, seine Frau zu werden, doch wünscht sie sich Bedenkzeit. Klaus erkennt, dass er zu wenig Zeit hat, um Helga zu halten, die immer mehr Zeit mit Mario verbringt. Marios Freund Fritz warnt sie jedoch, dass er nicht beständig ist und sie nur unglücklich machen wird. Tatsächlich sieht Helga Mario nach kurzer Zeit mit einer anderen Frau. Sie versöhnt sich mit Klaus und ist erfreut, als Angela und ihr Vater schließlich verkünden, ein Paar zu sein. Um sich über ihre Gefühle ganz klar zu werden, besucht Helga kurz darauf ein Konzert von Mario und kehrt anschließend zu Klaus zurück, da sie nun weiß, dass sie nur ihn liebt.

## Produktion

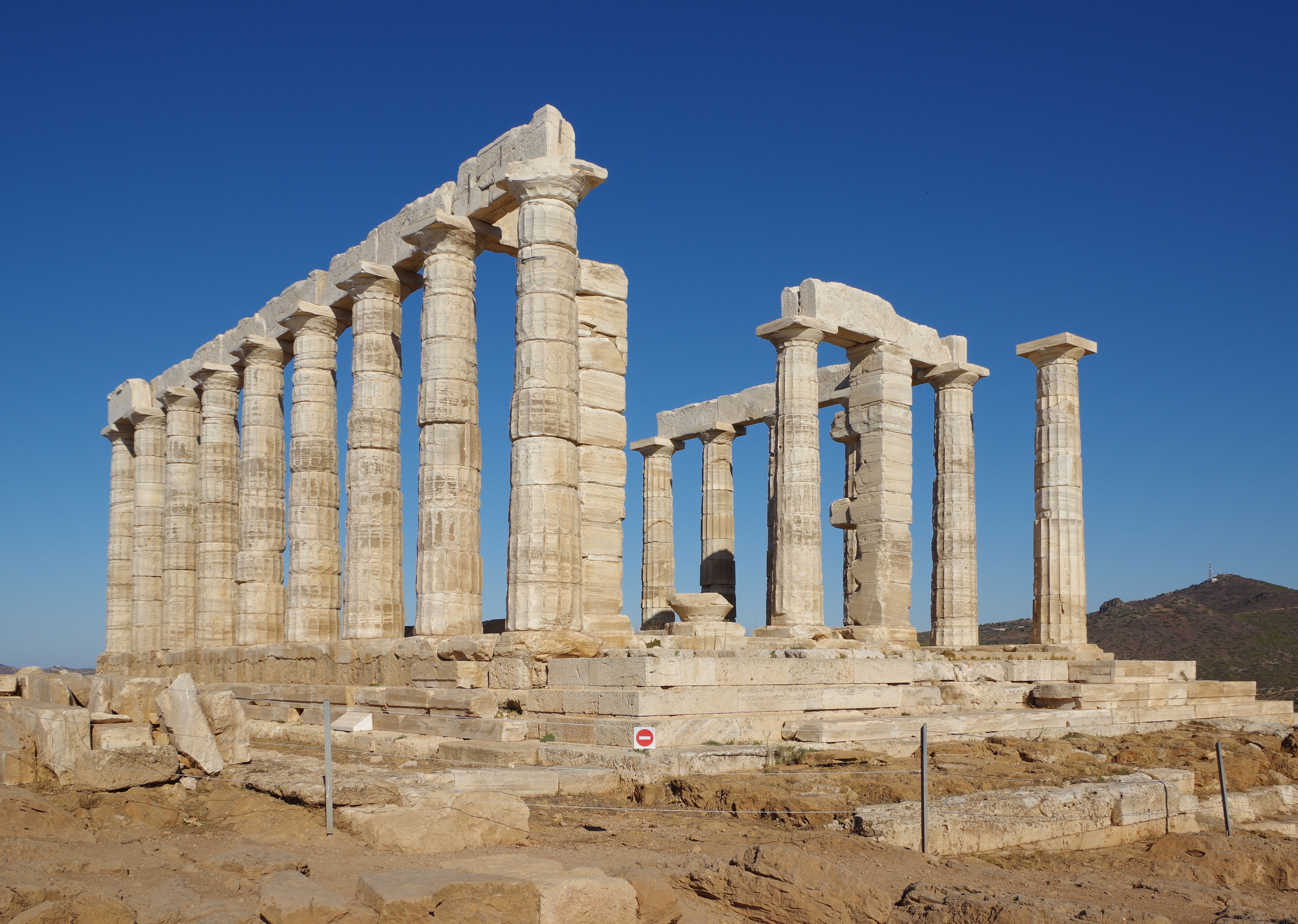
Der Poseidontempel auf Kap Sounion, ein Drehort des Films

Liebe ist ja nur ein Märchen entstand nach einer Idee von Hans Billian. Gedreht wurde vor Ort in Griechenland, die Atelieraufnahmen entstanden in den Filmstudios Berlin-Tempelhof. Der Film erlebte am 16. Dezember 1955 in der Essener Lichtburg seine Premiere.
Die Kostüme schuf Walter Salemann, die Filmbauten stammen von Hanns H. Kuhnert, Hans Luigi und Peter Schlewski. Die Musik stammt von Willy Mattes, die Liedtexte schrieb Günther Schwenn. Es spielt Egon Kaiser mit seinen Solisten.
Im Film sind verschiedene Lieder diverser Komponisten zu hören, die von Georges Guétary gesungen werden:
- Franck Barcellini: Immer verliebt
- Robert Chabrier, Jacques Fuller: Tango-Serenaden will ich für dich singen
- Willy Mattes: Aus deinen Augen spricht soviel Liebe; Einmal mit dir

## Kritik
Für den film-dienst war Liebe ist ja nur ein Märchen ein „seichter Unterhaltungsfilm in typischer Kinoscheinwelt, der schlechte Schlager und eine banale Handlung zum Anlaß nimmt, Athen in leuchtenden Farben zu zeigen.“